# ئی‌تی‌ای
ئی‌تی‌ای (انگلیسی: ETA) شرکت کالای لوکس سوئیسی است، که در سال ۱۸۵۶ تأسیس شد.